# 光の結晶
「光の結晶」（ひかりのけっしょう）は、日本のロックバンド・THE BACK HORNの6枚目のシングル。2003年6月18日発売。

## 収録曲
全作詞・作曲・編曲：THE BACK HORN
1. 光の結晶
2. 楽園
3. 冬のミルク (LIVE at 新宿LIQUIDROOM)

## 収録アルバム
- オリジナルアルバム『イキルサイノウ』（2003年10月22日、VICL-61746）
- ベストアルバム『BEST THE BACK HORN』（2008年1月23日、VICL-62746）